# Apeldoorn Zuidwest
Apeldoorn Zuidwest is een stadsdeel en wijk in de Nederlandse stad Apeldoorn. Het stadsdeel wordt begrensd door de A1 in het zuiden, de spoorlijn Amersfoort-Apeldoorn in het noordwesten en het Apeldoorns Kanaal in het oosten.

## Stadsdeel Apeldoorn Zuidwest
De wijk Apeldoorn Zuidwest en de wijk Apeldoorn Zuid vormen samen het stadsdeel Apeldoorn Zuidwest. Het stadsdeel telt bijna 33.000 inwoners.

### Wijk Apeldoorn Zuidwest
De wijk Apeldoorn Zuidwest bestaat uit 9 buurten en het dorp Ugchelen dat zelf weer uit drie buurten bestaat. Ugchelen heeft zijn eigen dorpsraad. De andere buurten in de wijk Zuidwest vallen onder de wijkraad van Apeldoorn Zuid. De wijk Zuidwest ligt tussen A1, spoorlijn en de Arnhemseweg.

#### Buurt 03 De Heeze
De Heeze is een buurt met circa 3.100 inwoners en een oppervlakte van 32 ha. Hij bestaat grotendeels uit woningen uit de periode 1975-1980 en enkele vooroorlogse woningen, meest vrijstaande eengezinswoningen. Er zijn ook twee appartementengebouwen voor ouderen.

#### Buurt 04 Westenenk (Metaalbuurt)
De Metaalbuurt, waarvan het grootste deel van de huizen in het begin van de 20e eeuw is gebouwd, werd vanaf 2005 voor een groot deel afgebroken en gerenoveerd, dit als onderdeel van het "Masterplan Zuid". Na veel verzet van de bewoners, die soms al zeer lang in de buurt woonden, is een aanzienlijk deel van de historische arbeidershuisjes, de zogenaamde Wegerif-woningen, gerestaureerd en behouden gebleven. Er is ook aan de stijl aangepaste nieuwbouw verschenen, onder andere op de hoek Arnhemseweg-Aluminiumweg, waar jarenlang een garagebedrijf gevestigd was.

#### Buurt 05 Winkewijert
De buurt Winkewijert is genoemd naar de beek Winkewijert die door dit deel van Apeldoorn stroomt. Het is een wijk met voornamelijk woonhuizen.

#### Buurt 07 Brouwersmolen
De buurt Brouwersmolen bevat voornamelijk bedrijventerreinen. De Brouwersmolen was de naam van een papiermolen. Hier stonden vroeger veel papierfabrieken waaronder papierfabriek Van Gelder, die in 1996 tot de grond toe afbrandde. Op dit terrein worden nu kantoorgebouwen ontwikkeld. Politie en Brandweer Noord- en Oost-Gelderland en uitvaartorganisatie Monuta hebben hier hun hoofdkantoor.

#### Buurt 09 Holthuizen
De buurt Holthuizen (Werkgebied Holthuis) is een strook tussen de Europaweg, de spoorlijn Amersfoort-Apeldoorn, de Jachtlaan en de Koning Stadhouderlaan. Ook in dit gebied staan kantoren, waaronder een voormalige vestiging van het UWV, de Kamer van Koophandel en Univé.

#### Buurt 11 Wernem
Ten zuiden van Winkewijert, tussen de Laan van Westenenk en de Arnhemseweg, ligt de buurt Wernem. Hier was aanvankelijk een bedrijventerrein gevestigd dat voornamelijk in beslag werd door genomen door een vestiging van TNO. In 2018 en 2019 werd het TNO-complex gesloopt om plaats te maken voor een nieuwe woonwijk genaamd Ugchelen Buiten (deze wijk ligt wel 2 kilometer buiten de woonplaatsgrens van Ugchelen, binnen de woonplaatsgrens van Apeldoorn, en dit gebied heeft historisch ook nooit tot het grondgebied van Ugchelen behoord). Het Kadaster en diverse andere dienstverlenende bedrijven bleven wel staan, in 2 afzonderlijke gebieden binnen de buurt. De Felua Groep, een sociale werkplaats voor Apeldoorn en omstreken, heeft haar hoofdkantoor in dit gebied.

#### Ugchelen
Hoewel Ugchelen een apart dorp is, wordt het qua Wijkindeling gerekend tot de Apeldoornse wijk Zuidwest.
Het dorp Ugchelen bestaat uit 3 buurten.

#### Buurt 06 De Bouwhof
De buurt De Bouwhof wordt aan de zuidkant begrensd door de Molecatenlaan, ten oosten door de Albert Schweitserlaan, ten noorden de Laan van Westenenk en te westen een strookje achter de Ugchelseweg. Industriepark Ugchelen met o.a. bedrijf Norel en Wegener, vallen niet onder de woonplaats of buurten van Ugchelen, maar onder Apeldoorn.

#### Buurt 01 Ugchelen (buurt)
De buurt Ugchelen wordt aan de zuidkant begrensd door de A1, aan de noordoostkant door de richtersweg-molecatenlaan die de grens vormt tussen de buurt Ugchelen en de buurt De Bouwhof, aan de westkant door de Europaweg.

#### Buurt 02 Ugchelen-Zuid
De buurt Ugchelen-Zuid ligt aan de zuidkant van de snelweg A1, en begint bij begraafplaats Heidehof, het stuk Ugchelse Enk wat ten zuiden ligt van de A1 en grenst aan Heidehof tot de bosrand achter De Cantharel.

### Wijk Apeldoorn Zuid
Tussen de Arnhemseweg en het Apeldoorns Kanaal ligt de wijk Apeldoorn Zuid, die ook valt onder stadsdeel Apeldoorn Zuidwest.